# 灌木旋花
灌木旋花（学名：Convolvulus fruticosus）是旋花科旋花属的植物。分布在蒙古、伊朗、俄罗斯以及中国大陆的新疆等地，生长于海拔341米至2,300米的地区，多生于荒漠或砾石滩上，目前尚未由人工引种栽培。